# Maria Gomes Valentim
Maria Gomes Valentim (Carangola, 9 de julho de 1896 – Carangola, 21 de junho de 2011) foi a pessoa viva mais idosa do mundo, por algumas semanas antes de sua morte, recebendo o título de Decano da Humanidade em 18 de maio de 2011.

## Biografia
Tinha 48 dias de vida a mais que a pessoa que se julgava ser a detentora do recorde, a norte-americana Besse Cooper, que foi confirmada como a pessoa mais velha na América do Norte.
Casou-se em 1913, aos 17 anos, com João Valentim, morto em 1946, tornando-se viúva aos 50 anos. Teve apenas um filho, que deu continuidade à família dando a Maria quatro netos, sete bisnetos e cinco trisnetos. 
Conhecida como Vó Quita, a mineira parece ter herdado a longevidade do seu próprio pai, Washington Gomes da Silva, conhecido como Vazito, que morreu 13 dias antes de completar 99 anos de idade. Passou a vida toda na cidade mineira de Carangola e recebia um salário mínimo do governo para sobreviver, e se tratava em hospitais públicos, pois era de família humilde. Morava com parentes.

## Reconhecimento
A história de Maria Gomes Valentim teve grande repercussão após divulgação no site de notícias Click Carangola. Logo após, a afiliada do SBT em Minas, TV Alterosa, fez uma grande reportagem divulgada nos telejornais do estado.

## Morte
Morreu às 4h15 do dia 21 de junho de 2011, na Casa de Caridade de Carangola, na região da Zona da Mata Mineira. Vó Quita entrou no centro de saúde por causa de uma pneumonia e teve uma infecção generalizada. Faleceu a poucos dias de completar 115 anos, no dia 9 de julho.